# Édouard Collin
Édouard Collin (28 febbraio 1987) è un attore francese.

## Filmografia parziale
- Questa casa non è un albergo (Crustacés et coquillages), regia di Olivier Ducastel e Jacques Martineau (2005)
- Les irréductibles, regia di Renaud Bertrand (2006)
- Hellphone, regia di James Huth (2007)
- Nés en 68, regia di Olivier Ducastel e Jacques Martineau (2008)